# Muniadona Díaz
Muniadona Díaz o Mumadona Dias en portugués, (c. 900–968) fue una condesa del territorio Portucalense del siglo X que gobernó el condado Portucalense con su esposo el conde Hermenegildo González y por su cuenta después de la muerte de este.

## Biografía
Hija del conde Diego Fernández, posiblemente el hermano de Ero Fernández, y de la condesa Onega (Oneca) —que habían sido los tutores del rey Ramiro II de León— Muniadona contrajo matrimonio con el conde Hermenegildo González entre 915 y 920 y definitivamente antes del 23 de febrero de 926 cuando el rey Ramiro II donó al matrimonio la villa de Creximir próxima a Guimarães.

A la muerte de su esposo Hermenegildo entre 943 y 950, Muniadona quedó en posesión de incontables dominios en una área que coincidía con zonas que integrarían posteriormente los condados de Portugal y de Coímbra y que fueron divididos en julio del 950 entre sus seis hijos. Gonzalo Menéndez, el primogénito, se quedó con los del condado Portucalense. 
En 950–951, por inspiración piadosa, Muniadona fundó, en su ciudad de Vimaranes, un monasterio bajo la invocación de san Mamede (monasterio de San Mamede o monasterio de Guimarães), donde más tarde profesó. Para la protección de este monasterio y de sus gentes de las invasiones 
normandas, determinó la construcción del castillo, a la sombra del cual se desarrolló Guimarães, viniendo a ser sede de la corte de los condes de Portucale. El castillo original era de madera y tierra y a finales del siglo xi, debido a su deterioro, el conde Enrique de Borgoña decidió reedificarlo.

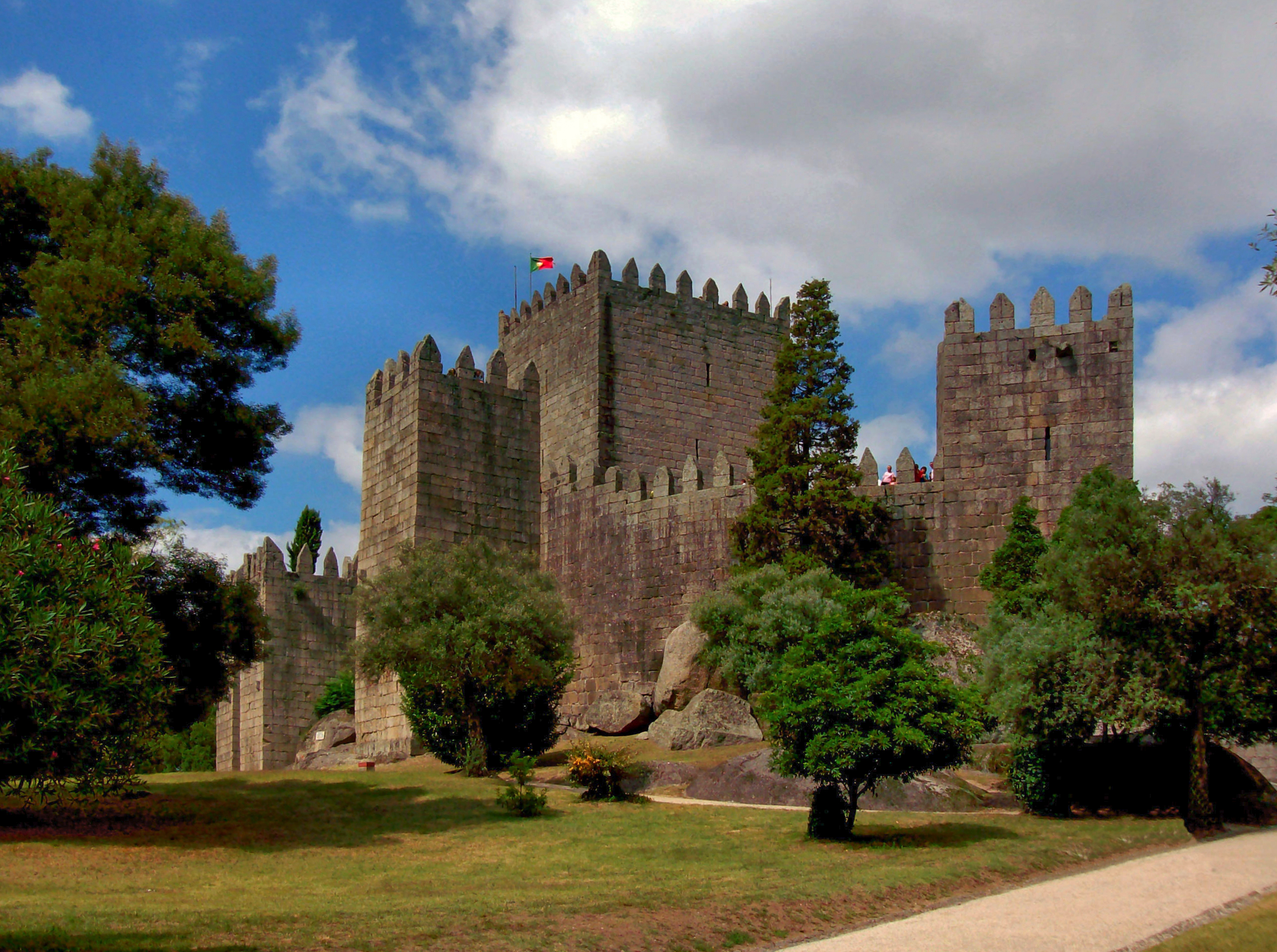
Castillo de Guimarães, ubicado donde se encontraba el antiguo castillo de madera y tierra que mandó construir Muniadona Díaz

El documento testamentario en el cual hace la donación de sus dominios, ganado, rentas, objetos de culto y libros religiosos al monasterio de Guimarães, datado del 26 de enero del 959, es importante por testificar la existencia de diversos castillos y poblaciones en la región. Debido a las incursiones constantes de los «infieles» que atacaban y asolaban las inmediaciones del monasterio, Muniadona entregó en 968 dicho castillo al cenobio.
A pesar de no ser la fundadora de Felgueiras, Póvoa de Varzim y Vila do Conde, su registro es pionero al incluir por primera vez estas tierras, que ven la fecha del registro como fundación.